# Anttila-Index
Gamma-%CDT (GGT-CDT, Anttila-Index, AI) ist eine aus den Standardlaborparametern γGT und CDT errechnete dimensionslose Zahl, welche einen Anhalt für schweren chronischen Alkoholkonsum gibt.
Eine Reihe von Laborparametern (γGT, CDT, MCV, AST, ALT) können als indirekte Zustandsmarker des Alkoholkonsums herangezogen werden. Einzeln betrachtet ist hierbei die Aussagekraft (Sensitivität und Spezifität) nur begrenzt gut (Sensitivität: GGT 58 %, CDT 63 %, MCV 45 %, AST 47 %, ALT 50 %).
Die finnische Laboratoriumsmedizinerin Petra Anttila hat 2003 über eine Kombination der Parameter γ-Glutamyltransferase (γGT) and Carbohydrate Deficient Transferrin (CDT) eine höhere Sensitivität und Spezifität für den Nachweis starken Alkoholkonsums („heavy drinker“) führen können. In der Originalarbeit wird das Verhältnis der beiden Parameter als Gamma-%CDT bezeichnet, später auch als GGT–CDT, die Sekundärliteratur spricht vom Anttila-Index, abgekürzt AI.
Die Berechnung erfolgt über die Formel Gamma-%CDT = 0.8 x ln(γGT) + 1.3 x ln(CDT).
In der Originalarbeit von 2003 wird ein cut-off von 4,0 für starken Alkoholkonsum genannt. In einer späteren Arbeit werden Werte von 5,35 ± 1,08 (heavy drinker) und 3,30 ± 0,37 für die Referenzgruppe (moderate drinkers und abstainers) angegeben. Für Männer und Frauen wurden unterschiedliche cut-off-Werte genannt (Männer 4,18 / Frauen 3,81) mit einer Spezifität von 98 % und einer Sensitivität von 90 %. Der "heavy drinker" wurde als Person mit einem täglichen Alkoholkonsum von 40 bis 540 g Alkohol pro Tag definiert, der moderate Trinker bei einem Alkoholkonsum von 1 bis 40 g pro Tag entsprechend max. 280 g pro Woche (Männer) bzw. max. 160 g pro Woche (Frauen).
Die Verwendung des Anttila-Index wird von deutschen medizinischen Fachgesellschaften zum Nachweis eines chronischen Alkoholkonsums empfohlen.